# Драматический театр Северного флота
Драматический театр Северного флота — театр в Мурманске.

## История
Драматический театр Северного флота, созданный Приказом № 20 по Северной военной флотилии 8 декабря 1933 года и получивший статус профессионального 29 октября 1935 года, является старейшим театром Заполярья, первым профессиональным театральным коллективом на Кольском полуострове. Первыми актёрами были моряки и их жёны. В годы войны начальником театра был Вениамин Радомысленский. В 1946 году театр переехал из Полярного в Мурманск в Дом офицеров в Росте. В 1987 году получил новое здание на Кольском проспекте. Гастролировал театр по многим крупным городам СССР, а также по странам Варшавского договора.

## Репертуар
В современном репертуаре преобладают спектакли на военно-патриотическую тематику, ставится также классика и детские спектакли.

## Труппа
В современной труппе театра работают 16 актёров. 
В разные годы в театре работники многие заслуженные и народные артисты.
В 1942—1945 годах главным режиссёром театра был будущий народный артист СССР Валентин Плучек. В числе поставленных им спектаклей — «Давным-давно» А. Гладкова и «Офицер флота» А. Крона.
- Аминова, Елена Анатольевна (1973—1976), актриса
- Белинский Александр Аркадьевич (между 1950 и 1953), режиссёр, народный артист РСФСР.
- Гаврилова-Эрнст, Марина Александровна (1965—1969), актриса, народная артистка РСФСР.
- Журавлёва, Алла Иосифовна (1963—1968, 1971—1992), актриса, народная артистка РФ.
- Конторина, Маргарита Васильевна (1975—2017), актриса, народная артистка РФ.
- Найчук, Алексей Фёдорович (1951—1994), актёр, народный артист РСФСР.
- Неведомский Леонид Витальевич (1959—1963), актёр, народный артист РФ.
- Простяков, Сергей Михайлович (1949—1966), актёр, народный артист РСФСР.
- Михаил Пуговкин (1947—1948: 4 роли), актёр, народный артист СССР.
- Скоромникова Марина Петровна (1961—1969), актриса, народная артистка РСФСР.
- Фекета, Юзеф Васильевич (1988—2023), режиссёр, народный артист РФ, заслуженный деятель искусств РФ.
- Шойхет Исай Борисович (1936—1941, 1949—1968, 1978—1980), актёр и режиссёр, народный артист РСФСР, заслуженный деятель искусств РСФСР.
- Иванцов Николай Петрович (1950—1958), артист
- Начальник театра — капитан 2 ранга М. И. Онищук.
- Главный режиссёр — А. П. Шарапко

## Награды
В 1963 году театр занял первое место на Всеармейском смотре театров Вооружённых сил.

## Контакты
- Сайт: https://teatrsf.ru/
- Адрес: г. Мурманск, Кольский проспект, 186
- Телефон: +7 (8152) 52-80-93